# سياسة سوريا المائية
سوريا بلد شبه قاحلة مع وجود الموارد المائية الشحيحة. أكبر القطاعات استهلاكاً للماء في سوريا هو الزراعة. يشكل استخدام المياه المنزلية فقط حوالي 9% من الاستخدام الكلي للمياه.
تواجه سوريا تحدياً كبيراً هو النمو السكاني المرتفع مع تزايد وسرعة الطلب من المياه الحضرية والصناعية. في عام 2006 كان عدد سكان سوريا 19,4 الملايين بنسبة نمو من 2% إلى 7%.

## الإمدادات
نظم إمدادات المياه العامة تغطي حوالي 95% من احتياجات الأسر المعيشية في المناطق الحضرية وحوالي 80% في المناطق الريفية.
 'شرب المياه '
| السنة    | المناطق الحضرية | المناطق الريفية |
| -------- | --------------- | --------------- |
| عام 1996 | 95%             | 71%             |
| 2002     | 98%             | 83%             |
| 2006     | 94%             | 80%             |

في عام 2002 كانت 96% من إجمالي منازل الأسر المعيشية في المناطق الحضرية تتصل إلى نظام الصرف الصحي. ما يقرب من (46%) من البيوت الريفية كانت متصلةً بنظام أنابيب الصرف الصحي في عام 2002. وفي عام 2002 كانت حوالي 30% من منازل الأسر الريفية متصلة إلى حفر المراحيض.
 'تحسين الصرف الصحي '
| السنة    | المناطق الحضرية | المناطق الريفية |
| -------- | --------------- | --------------- |
| عام 1996 | 97%             | 56%             |
| 2002     | 98%             | 75%             |

## نوعية المياه
يتم تزويد جميع المدن الكبرى-باستثناء حلب – وجميع شبكات التوزيع الريفي في المناطق الريفية بمياه ذات نوعية جيدة من الينابيع و المياه الجوفية. وتتواجد مرافق معالجة المياه الرئيسية فقط لنظام إمدادات المياه المحلية إلى حلب، التي يتم توفيرها مع الماء من بحيرة الأسد.

## الموارد المائية
وتزود معظم المياه المحلية في سوريا بالمياه الجوفية والآبار والينابيع. استثناء واحد هو مدينة حلب، التي تتلقى المياه للاستخدام المنزلي من أنابيب من الخزان الرئيس لبحيرة الأسد.

## روابط خارجية
- إدارة الموارد المائية في سوريا